# Милетич, Любомир

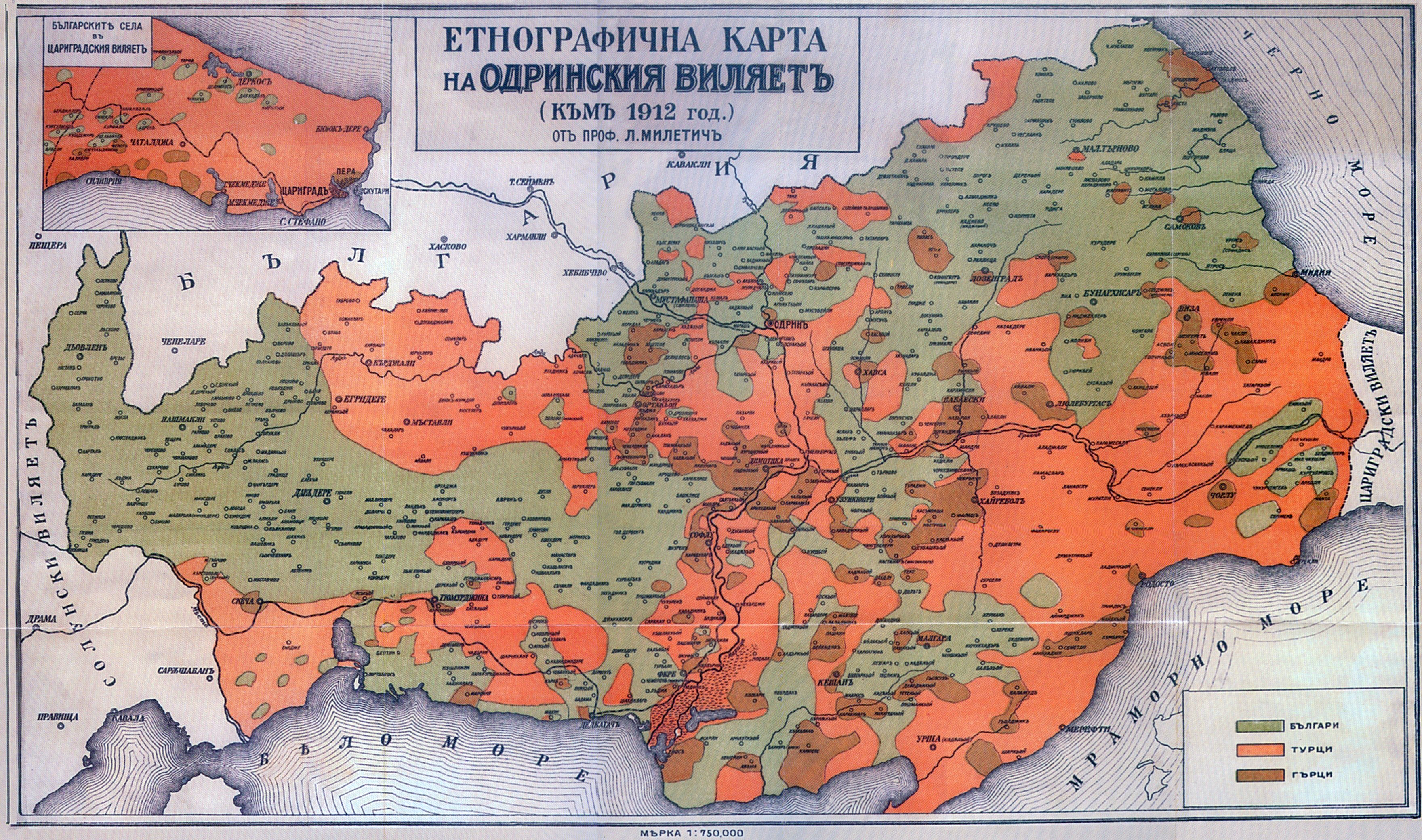
Одна из карт Милетича

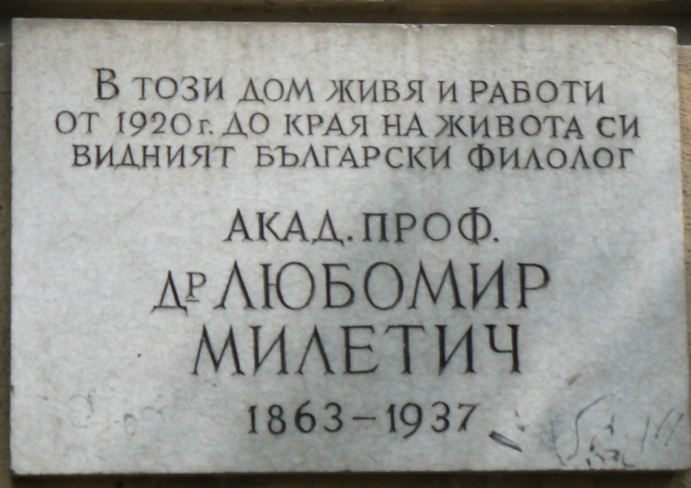
Мемориальная доска в Софии

Любомир Георгиев Ми́летич (1 января 1863, Штип, Османская империя (ныне — Македония) — 1 июня 1937, София, Болгария) — болгарский учёный, специалист в области болгарской филологии и истории.

## Биография
Этническое происхождение академика Любомира Милетича подчас вызывает споры. Его отец Георгий Милетич родился в Австрийской империи, в банатском селе Мошорин, он был школьным учителем. Мать — Эвка (Эвтимия) Попдаова, родом из Велеса, в Македонии. Дед по матери — поп Даво — видный болгарский просветитель из Македонии. Брат Георгия Милетича — Светозар — был одним из лидеров сербского национального движения Воеводины. Притом, что дедом Георгия и Светозара Милетичей по отцу был гайдук Миле-воевода, фракийский болгарин из Одринского (Адрианопольского) вилайета.
Любомир Милетич облучался в гимназиях Софии. Когда же в 1876 г. вспыхнула Сербско-турецкая война, Георгий Милетич вступил добровольцем в чету Панайота Хитова, а сына отправил доучиваться в Новый Сад и Загреб. В 1882 г. Любомир Милетич успешно закончил Загребскую классическую гимназию.
Затем он изучал славистику в Загребе и Праге. В 1885 г. Любомир Милетич женился на загребской немке Марии Шольц. Получил докторскую степень в Загребе (1888). Работал профессором на Кафедре по славянской филологии в Софийском университете (1892—1934).
В 1898 г. Милетич стал действительным членом Болгарской академии наук. В 1900-01 и 1921—1933 гг. Милетич был ректором Софийского университета. В 1903—1904 гг. — деканом историко-филологического факультета Софийского университета.
В начале 1914 года Любомир Милетич совершил путешествие в Одринский округ — на родину прадеда Миле-воеводы. Там он собрал сведения о диких насилиях турецких аскеров и башибузуков над фракийскими и малоазийскими болгарами, совершённых в ходе Балканской войны. На их основе Милетич написал книгу «Разгром фракийских болгар 1913 года» (Разорението на тракийските българи през 1913 година). Книга была издана Болгарской Академии Наук (Госпечать, София, 1918 г.). Автор снабдил книгу 65-ю фотоснимками. В частности:
- № 2. Пострадавшие из села Булгаркёй.
- № 5. Малоазийские болгары из села Чатал[8].
- № 31. Воевода Димитр Маджаров перед останками двух друзей. После битвы у Фере.
- № 42. Разрушения города Фере.
- № 58. Останки погибших младенцев в Армаганской долине.

Как подчёркивал Милетич, под турецкий удар попали прежде всего болгары Фракии и Анатолии, а также местные гагаузы, армяне и православные албанцы (арнауты). Большое внимание уделил он военным преступлениям Энвер-бея (будущего Энвер-паши).
В 1926—1937 гг. Милетич состоял президентом Болгарской академии наук. Кроме того, он был доктором honoris causa Харьковского университета, членом-корреспондентом Российской академии наук, а также членом Русского Исторического общества, Польской академии образования (Краков), Юго-Славянской академии наук (Загреб), Чешской академии наук, Чешского научного общества, Чешского этнографического общества (все — Прага), Венгерского этнографического общества (Будапешт) и Русского археологического института (Константинополь), почётным членом Итальянского института Восточной Европы (Рим).

## Македонский вопрос
Милетич считал македонцев частью болгарской нации и много полемизировал по этому поводу с сербскими авторами. Милетич неизменно отстаивал славянское и македонское происхождение Свв. Кирилла и Мефодия: 
Церковно-славянский язык был старо-болгарским, ибо то был язык тогдашних болгарских славян в Македонии — отечестве Кирилла и Мефодия.

Когда 28 ноября 1907 г. от руки боевика-санданиста Тодора Паницы погибли заграничные представители ВМОРО Борис Сарафов и Иван Гарванов, — Милетич посвятил их памяти проникновенные строки: 
Их деятельность и общая их кончина символично представляют объединение на жизнь и смерть двух родных матерей героев — Македонию и Болгарию!
Любомир Милетич и Тодор Александров были основателями Македонского научного института (МНИ) в Софии. Милетич был редактором научного журнала «Македонски преглед», посвящённого македонскому вопросу (1924—1936). Милетич состоял председателем МНИ в 1928—1937 гг.

В 1925 г. Любомир Милетич приступил к многотомному изданию «Материали за историята на македонското освободително движение». В продолжение нескольких лет было опубликовано девять томов (с 1928 года издавались Македонским научным институтом). Милетич отредактировал и включил в сборник мемуары многих македонских революционеров, а в случае с Николой Митревым-Езерским (который был неграмотен) — сделал литературную запись его воспоминаний. Сюда же Милетич включил свои записи рассказов участников Ильинденско-Преображенского восстания, сделанные по горячим следам в 1903-04 гг. В этом сборнике (и в других изданиях) Милетич опубликовал множество документов об антиболгарских действиях сербских и греческих властей в Македонии (включая военные преступления). «Материали…» содержат много уникальных фактов по национально-освободительному движению македонских (а также фракийских) болгар. Сборник вызвал самый живой интерес македонской эмиграции. Ванчо Михайлов — довольно жёсткий человек, коего многие считали и считают «террористом», — приветствовал начинание Милетича. Сам Милетич подчёркивал, что 
Македонские болгары принуждены силой защищаться от насилия. Это священное право всякого угнетённого народа.

## Память
В некрологе, составленном в третью годовщину по смерти Милетича, македонский революционер Никола Коларов писал: 
Его имя, останется теснейше связано с освободительной борьбой македонских болгар. Милетич не отделял себя от той борьбы. Он болезненно переживал все те страдания, кои претерпевало несчастное болгарское население Македонии, в своей неотступной и величественной борьбе, всем жертвуя за правду и свободу. В той борьбе высветилась величайшая духовная сила. Той борьбе посвятил он часть своей жизни. И оставил памятники, кои сами по себе суть памятники творческого духа и несломленной воле македонского болгарина. Монументальный Македонский Дом, Македонский Научный институт, «Македонски преглед», мемуары македонских революционеров и другие дела, коими профессор Милетич украсил свой земной путь.
Позднее в честь Любомира Милетича был назван кратер Милетич в Антарктиде.

## Труды
- Милетич Л. Болгарские говоры чепинских помаков. — СПб.: тип. Академии наук, 1908. — 9 с.
- Успенский Ф. И., Флоринский Т. Д., Милетич Л. Надпись царя Самуила. — София: Държавна печатница, 1899. — 20 с. — (Отт. из: Известия Рус. археол. ин-та в Константинополе. – Т. 4, Вып. 1).
- «Членът в българския език» (1887)
- «Выражнения, текстове из старобългарските паметници и речник» (1888)
- «O članu u bugarskom jeziku»
- «Старобългарска граматика с упражнения, текстове из старобългарските паметници и речник» (1888)
- «O članu u bugarskom jeziku» (Загреб, 1889)
- «Нови влахо-български грамоти от Брашов» (1896)
- «Заселението на католишките българи в Седмиградско и Банат» (София, 1897)
- «Дако-ромъните и тяхната славянска писменост. Часть II. Нови влахо-български грамоти от Брашов», Сборник за Народни Умотворения, Наука и Книжнина, книга XIII, София, 1896, стр. 3—152.
- «Старото българско население в Североизточна България» (1902)
- «Das Ostbulgarische» (Вена, 1903)
- «Die Rhodopemundarten der bulgarischen Sprache» (Вена, 1911)
- «Коприщенски дамаскин. Новобългарски паметник от XVII век», Бълг. старини, кн. II, София, (1908)
- «Разорението на тракийските българи през 1913 година», Българска академия на науките, София, Държавна печатница, 1918 г.; II фототипно издание, Културно-просветен клуб «Тракия» — София, 1989 г., София.
- «Свищовски дамаскин. Новобългарски паметник от XVIII век», Бълг. старини, кн. VII, София (1923)
- «Седмоградските българи и техният език» (1926)
- «Движението отсам Вардара и борбата с върховистите по спомени на Яне Сандански, Черньо Пеев, Сава Михайлов, Хр. Куслев, Ив. Анастасов Гърчето, Петър Хр. Юруков и Никола Пушкаров; съобщава Л. Милетич», София, Печатница П. Глушков, 1927, поредица «Материали за историята на македонското освободително движение», Издава «Македонският Научен Институт», Книга VII.
- «Единството на българския език в неговите наречия» (1929)
- «Документи за антибългарския действия на сръбските и гръцките власти в Македония през 1912—1913 г.» (София, 1929)
- «Към историята на българското аналитично склонение» (1935)
- «Изследвания за българите в Седмиградско и Банат» (1987 — посмертное издание[13])